# Arlingbach (Lavant)
Der Arlingbach ist ein rechter Nebenfluss der Lavant im Bezirk Wolfsberg in Kärnten, Österreich.

## Verlauf
Die Quelle des Arlingbachs befindet sich nördlich des Gertrusk in 1949 Meter Seehöhe. Das Quellgebiet ist eingefasst von Sandkogel und Ladinger Spitz im Süden, Gertrusk und Kienberg im Westen und Hafeneck mit seinen Ausläufern bis zum Wetterkreuz im Norden. Der Arlingbach fließt von hier in östlicher, später in ostsüdöstlicher Richtung nach Arling und Hattendorf, bis er in Priel in die Lavant mündet.
Sein Einzugsgebiet gehört zur Stadtgemeinde Wolfsberg. 

## Nebenbäche
Das Einzugsgebiet des Arlingbachs hat eine Fläche von 54,5 Quadratkilometern. Die größten Nebenbäche sind:
| Name              | Mündungsseite | Mündungsort | Einzugsgebiet in km² |
| ----------------- | ------------- | ----------- | -------------------- |
| Prössniker Graben | rechts        |             | 02,9                 |
| Forstalpenbach    | links         |             | 03,4                 |
| Schlaghaltbach    | rechts        | Pürsthütte  | 02,3                 |
| Beilsteiner Bach  | rechts        | Kötsch      | 07,8                 |
| Orthuberbach      | rechts        | Sulzbacher  | 01,3                 |
| Witrabach         | links         | Sulzbacher  | 10,2                 |
| Pöttingbach       | links         | Hattendorf  | 02,2                 |

## Wandern
Die 6. Etappe des Lavanttaler Höhenwegs führt entlang der Westgrenze des Quellgebietes des Arlingbachs.